# カリブ・スペイン語

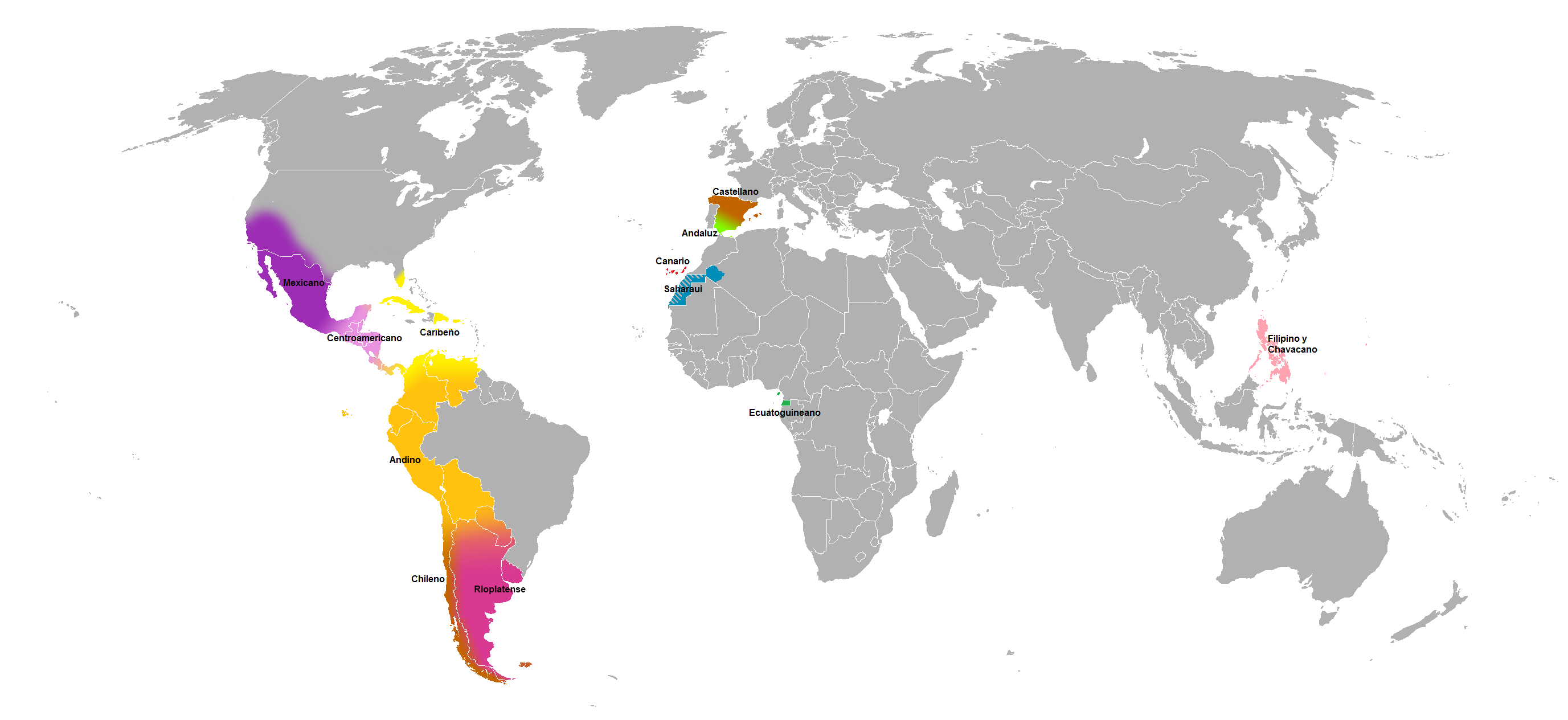
スペイン語の主な変種。 黄色がカリブ･スペイン語

カリブ・スペイン語（カリブ・スペインご、スペイン語: español caribeño）は、大アンティル諸島とカリブ海沿岸で有力なスペイン語の方言である。キューバ、ドミニカ共和国、プエルト・リコといった島の領域と、ベネズエラ、コロンビア、パナマといった大陸の領域で話される。
アンダルシア方言（港間での歴史的な接触による）、カナリア諸島方言、アフリカやタイノ語の影響を強く受けているとされている。また、アメリカのマイアミやニューヨークでもよく聞かれ、サルサ、メレンゲ、レゲトンと言ったスペイン語話者のカリブ音楽の歌い手の大半にも用いられている。

## 音韻
カリブ海諸国ではメキシコやアンデス諸国と違い、子音より母音に、より強調が置かれる。 
- 母音は鼻音の子音に隣接する場合、鼻音化し、鼻音の子音は無音か、/ŋ/となる。例：San Juan [sã·hwã]
- /s/ が音節末で/h/になるのは、それが社会階層を示すチリやアルゼンチンとは違い、弁別的な目印である。カリブ海諸国ではカナリア諸島やアンダルシアのようにすべての社会階層に共通の現象である。一般的にはまた/s/が落ちたり、次に来る子音と同化したりもする。
- 音節の始めの/s/ を/h/へ修正。プエルト・リコでも時々起こる。
- アンダルシアやカナリア諸島のように流音の省略や混同がある。たとえば、/r/ は母音で始まるすべての単語の前や文の最後で落ちる。たとえばcomerがcoméとなる。そして子音の前では、同一語内や語全体で/l/ と/r/が混同される（これはプエルト・リコでもっとも普通である）。たとえばpuerta（戸）がpuelta,rebelde（反逆者）がreberdeなど。ベネズエラなどの国ではこの話し方は無教養であると考えられ、多くの場合無縁である。プエルト・リコの方言変種にもかかわらず、側音化や過剰修正もまた、熟知している共同体には無教養と見なされる。
  - キューバとコロンビアのカリブ海沿岸ではこれら（/l/ と/r/）は次にくる子音に同化する。たとえばpor dondeがpod donde
  - ドミニカ共和国では色んなところ（北部、南部、東部、西部）で単語の短縮や代用が存在する。たとえばvamos para la playa(私たちは海へ向かう）がvamo pa' la playaなど。
  - プエルト・リコでは/r/がしばしば口蓋垂摩擦音として発音される。これはフランス語やポルトガル語、カスティーリャ語の方言の軟口蓋音/x/におおよそ似ている。
  - /r/は/h/になる場合もある。たとえばvirgen（処女）がvihhenなど。
  - コロンビアのカリブ海沿岸では /d/の音が落ちる。たとえば、dedicado（捧げられた）が dedicáoなど
- nの発音が鼻音である。

非常にアンダルシア的な他の特徴は
- chの弱化（[tʃ]よりも[ʃ]に近い発音に）
- j,gの修正、つまり/x/ を /h/にするのが一般的。たとえばLos Ángeles [lohãhele]
- 最後においてnの軟口蓋化。

## 形態
- ボセオは島国や大陸国の多くで19世紀中に失われた。それ以来、カリブ海諸国は一般にトゥテオ（2人称にtúを使う）の地域となっている。
- 音節末の/s/を発音しない結果、複数を表すのにseを使う人もいるが、単数がアクセントのある母音で終わる単語に限られている。たとえばcaféがcafeseなど。
- 縮小辞が非常によく使われる。
- コロンビア、キューバ、ベネズエラ、ドミニカ共和国では縮小辞にitoやilloでなく、ico/icaを使う場合があるが、この縮小辞はt＋母音で終わっている単語に付き、他の終わり方の単語には付かない。たとえばgalleta（ビスケット）やzapato（靴）は galletica, zapaticoとなるが、perro（犬）、 casa（家）ではそうならない（それぞれperrito,casita）。

## 統語
- 主語代名詞を不定詞の前に置く。たとえばPara yo saberlo （私がそのことを知るために）、Antes de yo entrar a la casa（私が家に入る前に）など。
- 疑問文で主語を倒置しない。たとえば¿Qué tú quieres?（何が欲しいの？）、 ¿Cómo tú te llamas?（名前は何？）など。
- コロンビアの大西洋沿岸、パナマ、ベネズエラ、ドミニカ共和国では ¿Qué es lo que?, ¿Cuándo es que?, ¿Cómo es que?などの形も質問する時に非常に普通である。
- 強調のserがある。たとえばLo hice fue en invierno、Teníamos era que descansar muchoなど
- 3人称のアクセントのある代名詞 (él/ella)を物に言及するときに使う。たとえばÉl (el palo) parece Bongo pero es Magüey.（Él（その棒）はカヌーのようだがリュウゼツランである）、 Ella (la iglesia) tiene las campanas de bronce. （Ella（その教会）にはブロンズの鐘がある）など。
- カナリア諸島方言のように、後ろの語と一体として発音される人称代名詞3人称男性複数(los)が動詞が1人称複数の時に使われる。たとえばLos (nos) fuimos（私たちは立ち去った）
- ドミニカ共和国、キューバ、プエルト・リコ、ベネズエラ、コロンビア沿岸では（他のラテンアメリカのいくつかの場所でも見られるように）主語代名詞を過剰に使う傾向がある。たとえばYo estaba caminando...（私は、（私は）・・・歩いていた）や yo veía...（私は（私は）・・・見ていた） ya tú sabes （すでに君は（君は）知っている）（音声上の問題による）。

## 語彙
カリブ・スペイン語はアンダルシア方言、カナリア諸島方言、そしてラテン語に語彙の多くを負っていて、その語彙はスペイン語の他の方言とはかなり違っていて、カリブ諸国でのカジュアルな会話はスペイン語の変種の話者には理解できないくらいである。
この現象はスペイン語を学ぶ学生に外国語と言われるが、学生はカリブ・スペイン語の話者に会うと、まったく別の知らない言語に直面したと感じ、彼らが学んだ標準のスペイン語がほとんど役に立たなくなる。